# Réseau routier départemental haïtien
Pour les articles homonymes, voir RD.
Cet article liste les routes départementales d'Haïti.

## Présentation
Les routes départementales commencent par RD.
Le Ministère des Travaux Publics, Transports et Communications (MTPTC) classe les routes en huit groupes connectées à chacune des sept routes nationales sauf pour l'île de La Gonâve.

## Liste
| Île de la Gonave | Île de la Gonave                                     | Île de la Gonave |
| Nom              | Villes traversées                                    | distance MTPTC   |
| ---------------- | ---------------------------------------------------- | ---------------- |
| RD 01            | Pointe-à-Raquette - Anse-à-Galets                    | 38,1 km          |
| À partir de RN 1 |                                                      |                  |
| RD 101           | Pont-Sondé - Mirebalais                              | 73,42 km         |
| RD 102           | Gonaïves - Anse-Rouge - Môle-Saint-Nicolas           | 113,53 km        |
| RD 103           | Dessalines - Saint-Michel-de-l'Attalaye              | 40,7 km          |
| RD 104           | RN01 aux Gros Sable (Borgne)                         | 28,91 km         |
| RD 105           | Barriere Bouteille aux Labadie                       | 7,61 km          |
| RD 106           | Gros Morne - Plaisance                               | 33,25 km         |
| RD 107           | RN1 aux Merchand Dessalin                            | 11,77 km         |
| RD 108           | Limite Ouest aux Seguin                              | 72 km            |
| RD 109           | Plaisance - Marmelade                                | 12,19 km         |
| RD 110           | Limbé - Bas Limbé                                    | 11,80 km         |
| RD 111           | Croix-des-Bouquets - Ganthier - frontière            | 48,61 km         |
| RD 112           | Petite Rivière de l'Artibonite - L'Estère            | 32 km            |
| RD 113           | Limite Ouest aux Saut-d'Eau                          | 31,87 km         |
| RD 115           | Cabaret - La Chapelle                                | 42,39 km         |
| À partir de RN 2 |                                                      |                  |
| RD 201           | Miragoâne - Petit-Trou-de-Nippes                     | 52 km            |
| RD 202           | Aquin - Miragoâne                                    | 30,17 km         |
| RD 203           | Carrefour 44 - Bois D'ormes                          | 31,22 km         |
| RD 204           | Cavaillon - Baradères                                | 36 km            |
| RD 205           | Les Cayes - Les Anglais                              | 111,37 km        |
| À partir de RN 3 |                                                      |                  |
| RD 301           | Belladère - Lascahobas - Mirebalais                  | 53,20 km         |
| RD 302           | Hinche - Cerca-la-Source - Tilory                    | 67 km            |
| RD 303           | Santo - Thomazeau                                    | 10,6 km          |
| RD 304           | Hinche - Saint-Michel-de-l'Attalaye                  | 56 km            |
| RD 305           | Hinche - Mombin-Crochu                               | 27 km            |
| À partir de RN 4 |                                                      |                  |
| RD 401           | Jacmel - Aquin                                       | 82 km            |
| RD 402           | Jacmel - Thiotte                                     | 116,59 km        |
| À partir de RN 5 |                                                      |                  |
| RD 501           | Port-de-Paix - Anse-à-Foleur - Borgne                | 52 km            |
| RD 502           | Port-de-Paix - Jean-Rabel - Môle Saint-Nicolas       | 66 km            |
| À partir de RN 6 |                                                      |                  |
| RD 601           | RN6 - Fort Liberté                                   | 4,59 km          |
| RD 602           | Ouanaminthe - Mombin-Crochu                          | 30,42 km         |
| RD 603           | Sainte-Suzanne - Trou-du-Nord                        | 10,17 km         |
| À partir de RN 7 |                                                      |                  |
| RD 701           | Carrefour Zaboca (Pestel) aux Nan Pestel (Pestel)    | 27,01 km         |
| RD 702           | Jérémie - Les Anglais                                | 81,78 km         |
| RD 703           | Carrefour Charles (Roseau) aux Centre Ville (Corail) | 15,46 km         |
| À partir de RN 8 |                                                      |                  |
| RD 801           | Anse-à-Pitres - Fonds-Verrettes - Ganthier           | 99 km            |